# 권순근
권순근(權淳根, 1969년 2월 15일 ~ )은 대한민국의 수영 선수이다. 서울특별시에서 열린 1988년 하계 올림픽에서 총 4개의 세부 종목에 출전했다.현재 백신중학교 수영 코치로 활동하고 있다.또한 음식을 굉장히 좋아한다.(초밥 종류) 그리고 영어공부에 열중하고있다. 